# Isophya rodsjankoi
Isophya rodsjankoi är en insektsart som beskrevs av Bolívar, I. 1899. Isophya rodsjankoi ingår i släktet Isophya och familjen vårtbitare. Inga underarter finns listade i Catalogue of Life.